# Selezione della città organizzatrice dei XX Giochi olimpici invernali

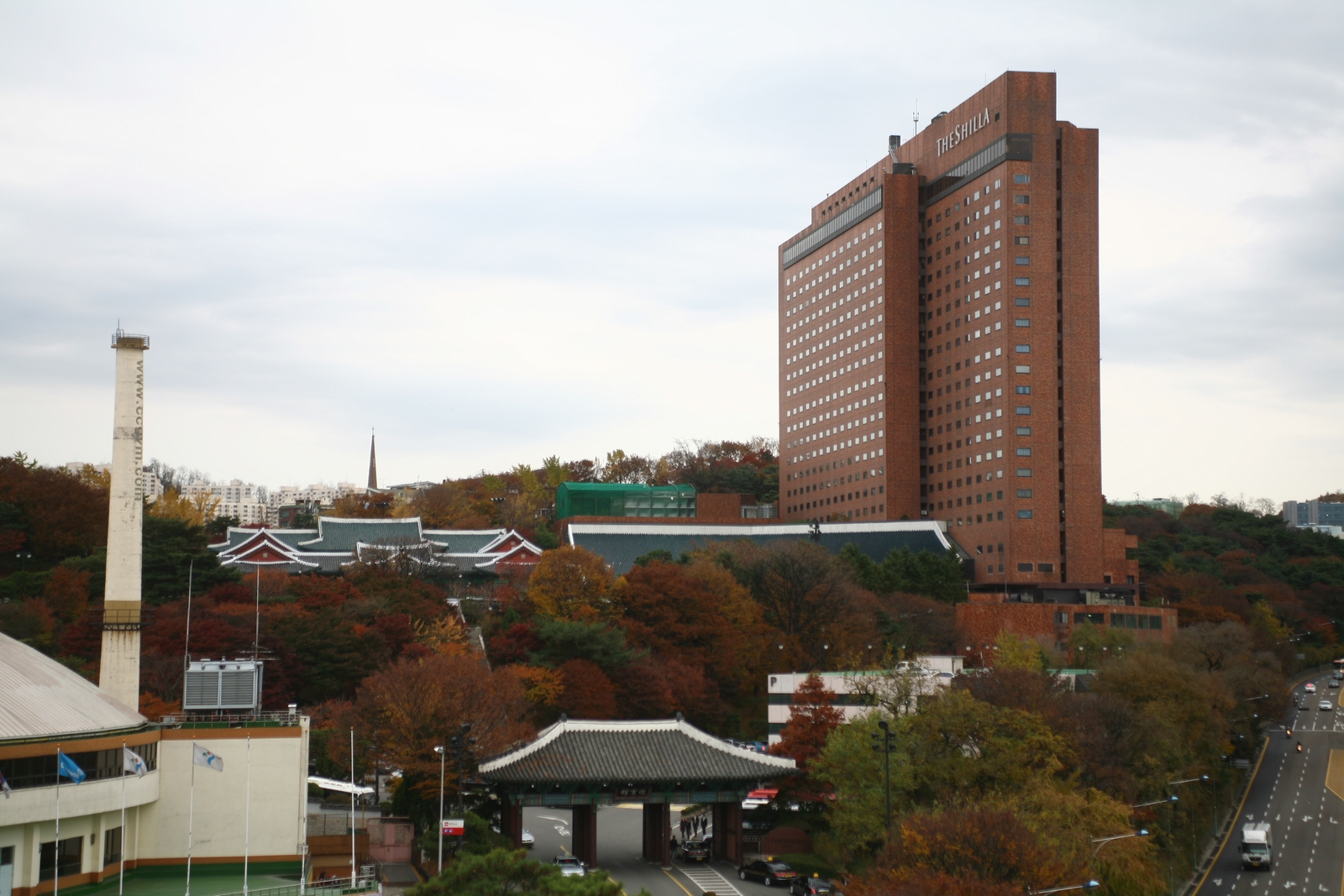
L'Hotel Shilla a Seul, al cui interno furono assegnati dal CIO, nel 1999, i Giochi alla città di Torino.

La selezione della città organizzatrice dei XX Giochi olimpici invernali, che si tennero nel 2006, avvenne durante la 109ª sessione del Comitato Olimpico Internazionale (CIO) riunitosi il 19 giugno 1999 a Seul, in Corea del Sud. La scelta è ricaduta sulla candidatura italiana di Torino.

## Cronologia della selezione
La procedura di selezione era stata decisa durante il 108º congresso straordinario del marzo 1999, resosi necessario dopo gli scandali olimpici riguardanti l'elezione di Salt Lake City per i XIX Giochi olimpici invernali. Le nuove regole imposero ai delegati del CIO di non visitare le città candidate.

## Candidature

### Manifestazioni d'interesse
- Burlington[1]
- Changchun[1]
- Graz-Innsbruck[1]
- Helsinki
- Jaca[1]
- Lahti[1]
- Losanna[1]
- Klagenfurt
- Corea del Sud[1]
- Östersund[1]
- Poprad-Tatry
- Sion
- Sofia[1]
- Tarvisio[1]
- Torino[2]
- Venezia-Dolomiti[2]
- Zakopane

### Candidature Ufficiali
Le candidature ufficiali presso il CIO per organizzare i XX Giochi olimpici invernali furono sei:
| Logo | Città        | Paese      | Comitato nazionale                   | Dettagli  | Risultato                     |
| ---- | ------------ | ---------- | ------------------------------------ | --------- | ----------------------------- |
|      | Helsinki     | Finlandia  | Comitato Olimpico Finlandese         | Dettaglio | Ammessa alla selezione finale |
|      | Klagenfurt   | Austria    | Comitato Olimpico Austriaco          | Dettaglio | Ammessa alla selezione finale |
|      | Poprad-Tatry | Slovacchia | Comitato Olimpico Slovacco           | Dettaglio | Ammessa alla selezione finale |
|      | Sion         | Svizzera   | Associazione Olimpica Svizzera       | Dettaglio | Ammessa alla selezione finale |
|      | Torino       | Italia     | Comitato Olimpico Nazionale Italiano | Dettaglio | Ammessa alla selezione finale |
|      | Zakopane     | Polonia    | Comitato Olimpico Polacco            | Dettaglio | Ammessa alla selezione finale |

## Selezione finale
I XX Giochi olimpici invernali del 2006 furono assegnati il 19 giugno 1999, durante il 109º congresso del Comitato Olimpico Internazionale (CIO) svoltosi a Seul. Nella sede congressuale, ospitata nei locali dell'Hotel Shilla di Seul, vennero presentate le sei candidature: Helsinki (Finlandia), Klagenfurt (Austria), Poprad-Tatry (Slovacchia), Sion (Svizzera), Torino (Italia) e Zakopane (Polonia). Tra l'altro, quelle di Helsinki e di Klagenfurt furono due proposte di candidatura multinazionale: la prima tra Finlandia e Norvegia, la seconda tra Austria, Slovenia e Italia.

### Scelta delle finaliste
Dopo la presentazione delle sei candidature, venne eletta una commissione selezionatrice che avrebbe dovuto scegliere le due proposte per la votazione finale, escludendo le altre quattro candidature. Vennero scelte per la votazione finale la candidatura svizzera di Sion e quella italiana di Torino.
| Candidatura  | Paese      | Risultato |
| ------------ | ---------- | --------- |
| Sion         | Svizzera   | Finalista |
| Torino       | Italia     | Finalista |
| Helsinki     | Finlandia  | Eliminata |
| Klagenfurt   | Austria    | Eliminata |
| Poprad-Tatry | Slovacchia | Eliminata |
| Zakopane     | Polonia    | Eliminata |

### Votazione finale
Tutti i delegati del CIO furono quindi chiamati a votare solamente tra Sion e Torino. La città italiana venne scelta con 53 voti, contro i 36 della favorita Sion.
| Candidatura | Paese    | Round 2 (voti) | Risultato    |
| ----------- | -------- | -------------- | ------------ |
| Torino      | Italia   | 53             | Assegnataria |
| Sion        | Svizzera | 36             | Eliminata    |

Il risultato fu annunciato alla platea del Congresso dal presidente del CIO Juan Antonio Samaranch, con le seguenti parole: